# Горковский сельсовет (Истринский район)
Горковский сельсовет — упразднённая административно-территориальная единица, существовавшая на территории Московской губернии и Московской области до 1939 года.
Горковский сельсовет был образован в первые годы советской власти. В 1919 году Горковский с/с входил в Еремеевскую волость Звенигородского уезда Московской губернии.
14 января 1921 года Еремеевская волость была передана в Воскресенский уезд.
По данным 1926 года в состав сельсовета входили деревня Горки, деревня Кутузово, деревня Раково, а также 4 хутора.
В 1929 году Горковский с/с был отнесён к Воскресенскому району Московского округа Московской области. 30 октября 1930 года Воскресенский район был переименован в Истринский район.
17 июля 1939 года Горковский сельсовет был упразднён, а его территория (селения Горки и Раково) передана в Бужаровский с/с.